# Mappia racemosa
Espèce
Synonymes
- Icacina dubia Macfad.[1]
- Leretia racemosa (Jacq.) House[1]
- Mappia affinis Miers[1]

Statut de conservation UICN

 VU A1cd : Vulnérable
Mappia racemosa est une espèce de plantes de la famille des Icacinaceae.

## Publication originale
- Plantarum Rariorum Horti Caesarei Schoenbrunnensis 1: 22, pl. 47. 1797.